# Маурицијус на Светском првенству у атлетици на отвореном 2019.
Маурицијус је учествовао на 17. Светском првенству у атлетици на отвореном 2019. одржаном у Дохи од 27. септембра до 6. октобра седамнаести пут, односно учествовао је на свим првенствима до данас. Репрезентацију Маурицијуса представљао је један атлетичар који се такмичио у трци на 100 метара. , 
На овом првенству представник Маурицијуса није освојио ниједну медаљу нити је остварио неки резултат.

## Учесници
Мушкарци :
- Џонатан Бардотиер — 100 м

## Резултати

### Мушкарци
| Атлетичар         | Дисциплина | Лични рекорд | Предтакмичење | Предтакмичење | Квалификације  | Квалификације  | Полуфинале           | Полуфинале           | Финале               | Финале               | Детаљи |
| Атлетичар         | Дисциплина | Лични рекорд | Резултат      | Место         | Резултат       | Место          | Резултат             | Место                | Резултат             | Место                | Детаљи |
| ----------------- | ---------- | ------------ | ------------- | ------------- | -------------- | -------------- | -------------------- | -------------------- | -------------------- | -------------------- | ------ |
| Џонатан Бардотиер | 100 м      | 10,37        | 10,61 кв      | 2. гр. 3      | Није стартовао | Није стартовао | Није се квалификовао | Није се квалификовао | Није се квалификовао | Није се квалификовао |        |